# William Joseph Brennan

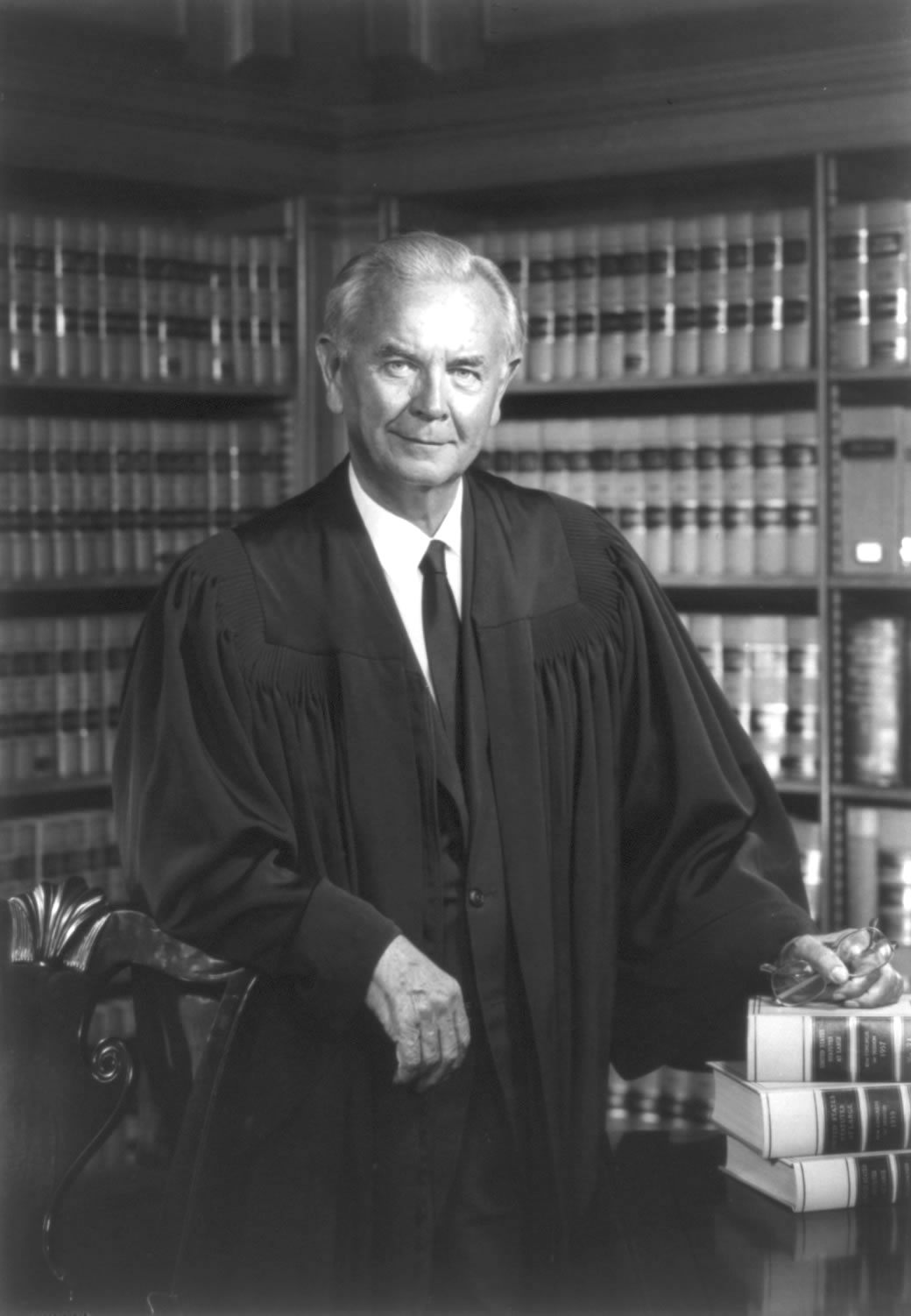
William Brennan (1976)

William Joseph Brennan (* 25. April 1906 in Newark, New Jersey; † 24. Juli 1997 in Washington, D.C.) war ein US-amerikanischer Jurist und von 1956 bis 1990 Richter am Obersten Gerichtshof der Vereinigten Staaten. Er galt als ausgesprochen liberal in seinen Ansichten und Stellungnahmen, was insbesondere durch seine konsistente und in vielen Entscheidungen zum Ausdruck kommende ablehnende Haltung zur Todesstrafe sowie seine Unterstützung eines Rechts auf Schwangerschaftsabbruch zum Ausdruck kam. Da er im Laufe seiner fast 34 Jahre andauernden Amtszeit, die eine der längsten aller bisherigen amerikanischen Verfassungsrichter war, am Zustandekommen einer Reihe von weitreichenden Grundsatzentscheidungen beteiligt war, zählt er zu den einflussreichsten Richtern in der jüngeren Geschichte des Gerichtshofs.

## Leben

### Ausbildung und Familie
William Brennan wurde 1906 als zweites von acht Kindern irischer Einwanderer geboren. Sein Vater, der zunächst als Metallpolierer gearbeitet hatte, war von 1917 bis 1930 Beauftragter für öffentliche Sicherheit der Stadt Newark. Brennan besuchte öffentliche Schulen in Newark und erlangte hier an der Barringer High School auch seinen High-School-Abschluss. Im Alter von 21 Jahren heiratete er; mit seiner Frau Marjorie Leonard hatte er später zwei Söhne und eine Tochter. Nach dem Tod seiner ersten Frau 1982 heiratete er ein Jahr später in zweiter Ehe seine langjährige Sekretärin Mary Fowler.
Er begann ein Studium an der University of Pennsylvania, das er 1928 mit einem Abschluss in Wirtschaftswissenschaften beendete. Anschließend studierte er Rechtswissenschaften an der Juristischen Fakultät der Harvard University und schloss das Studium 1931 ab. In der Folgezeit praktizierte er in seinem Heimatstaat New Jersey als Anwalt in der Kanzlei Pitney, Hardin, and Skinner, die ihn später als Partner aufnahm, und spezialisierte sich im Bereich des Arbeitsrechts. Von 1942 bis 1945 leistete er Militärdienst in der Armee der Vereinigten Staaten als Angehöriger der Personalabteilung der Materialbeschaffung. Nach dem Ende des Krieges kehrte er in seine Kanzlei zurück.
Seine Karriere als Richter begann 1949 mit der Berufung durch den Gouverneur des Staates New Jersey an den Superior Court, ein Staatsgericht für Zivilrechts-, Strafrechts- und Berufungsverfahren. Zwei Jahre später wurde er vom Gouverneur zum Richter am New Jersey Supreme Court ernannt.

### Richter am Obersten Gerichtshof
Am 30. September 1956 wurde William Brennan vom republikanischen Präsidenten Dwight D. Eisenhower als Richter an den Obersten Gerichtshof der Vereinigten Staaten berufen. Die Ernennung erfolgte dabei im Rahmen eines sogenannten Recess Appointment, also unter Umgehung des Senats während einer Sitzungspause. Brennan wurde später vom Senat mit nur einer Gegenstimme bestätigt und damit als Nachfolger von Sherman Minton der 90. Richter in der Geschichte des Gerichts. Er begann seine Tätigkeit am 16. Oktober 1956.

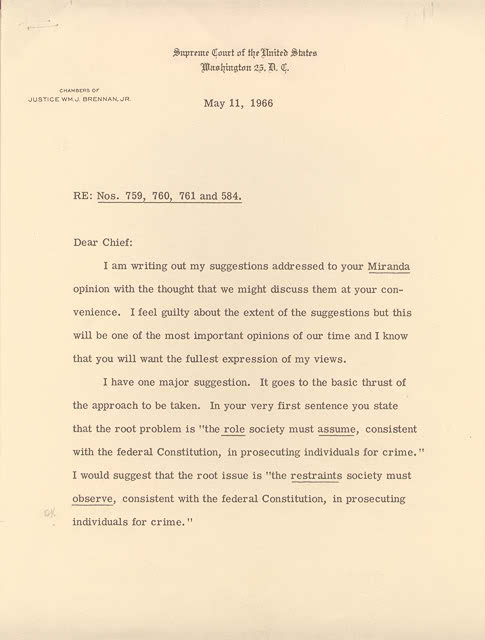
Kommentar von William Brennan zum Miranda-Urteil

William Brennan galt während seiner gesamten Zeit am Obersten Gerichtshof als einer der liberalsten Richter. Insbesondere in der Zeit des Gerichts unter der Führung des Vorsitzenden Richters Earl Warren spielte er eine wichtige Rolle bei den Urteilen zur Ausweitung der Bürgerrechte, wie beispielsweise 1966 im Grundsatzurteil Miranda v. Arizona. Diese und eine Reihe weiterer Entscheidungen waren kennzeichnend für das Wirken des liberal dominierten Warren-Courts und veränderten die Gesellschaft der Vereinigten Staaten über dessen Ära hinaus. Zwischen Earl Warren und William Brennan bestand während dieser Zeit eine enge Freundschaft. Dies führte zum Spitznamen „Deputy chief“ (stellvertretender Chef) für William Brennan, da Earl Warren ihm oft die Aufgabe übertrug, in Entscheidungen die Mehrheitsmeinung zu formulieren. So verfasste er 1962 die Entscheidung im Fall Baker v. Carr, durch welche der Standard „One man, one vote“ (ein Mensch, eine Stimme) als Grundlage bei der Bemessung von Wahlbezirken etabliert wurde. Earl Warren bezeichnete diese Entscheidung nach seinem Rückzug vom Gericht als die wichtigste während seiner Zeit als Vorsitzender Richter. William Brennan wirkte am Warren-Court insbesondere vermittelnd auf die konservativen Richter ein, um diese von einer Unterstützung der entsprechenden Gerichtsentscheidungen zu überzeugen.
Nachdem der Gerichtshof später unter der Führung des Vorsitzenden Richters Warren E. Burger ein zunehmend moderates Profil bekam, profilierte sich William Brennan vor allem als überzeugter Gegner der Todesstrafe und Unterstützer eines Rechts auf Schwangerschaftsabbruch. Wichtige Entscheidungen in dieser Zeit waren Furman v. Georgia, mit der 1972 die Anwendung der Todesstrafe ausgesetzt wurde, und Gregg v. Georgia, durch welche die Wiederzulassung erfolgte. Neben Thurgood Marshall war William Brennan dabei der einzige Richter, welcher in beiden Urteilen die Todesstrafe unter allem Umständen für verfassungswidrig hielt, da sie seiner Meinung nach gegen das im achten Verfassungszusatz enthaltene Verbot von grausamen und ungewöhnlichen Strafen verstoßen würde. Er lehnte demzufolge gemeinsam mit Thurgood Marshall die Mehrheitsmeinung in Gregg v. Georgia ab. Die wichtigste Entscheidung zur Abtreibungsfrage war das bis in die Gegenwart umstrittene Urteil Roe v. Wade im Jahr 1973, durch das ein grundlegendes Recht auf Schwangerschaftsabbruch etabliert wurde. Wichtig für dieses Urteil war die von William Brennan wesentlich mitgestaltete Entscheidung im Fall Eisenstadt v. Baird ein Jahr zuvor, durch die ein Verbot der Abgabe von Verhütungsmitteln an Frauen aufgehoben worden war.
Mit der Ernennung von William Rehnquist zum Vorsitzenden Richter, der zu diesem Zeitpunkt als konservativstes Mitglied des Gerichtshofs galt, und der Berufung von Antonin Scalia und Anthony Kennedy als Nachfolger von Warren E. Burger und Lewis F. Powell verschob sich die Ausrichtung des Gerichts hin zu einer deutlich konservativen Prägung. Damit verblieben mit William Brennan und Thurgood Marshall nur noch zwei liberale Richter aus der Warren-Ära, und beide sahen sich in ihrer Haltung in zunehmendem Maße isoliert. Ihr gemeinsames Vorgehen in einer Reihe von Fällen, insbesondere ihre konsistente Ablehnung aller Entscheidungen, in denen ein Todesurteil bestätigt wurde, brachte ihnen die Bezeichnung „Justice Brennan-Marshall“ bei den Gerichtsdienern und Praktikanten ein. Im Urteil Glass v. Louisiana, in dem die konservative Gerichtsmehrheit 1985 eine Hinrichtung auf dem elektrischen Stuhl als mit der Verfassung vereinbar bewertete, bezeichnete William Brennan diese Hinrichtungsmethode als „nicht weniger als das zeitgenössische technologische Äquivalent zur Verbrennung von Menschen auf dem Scheiterhaufen“. Ein Schwerpunkt seines Wirkens in den 1980er Jahren wurden Entscheidungen wie United States v. Weber Aircraft Corp. (1984) und Johnson v. Transportation Agency of Santa Clara County (1987) zur Affirmative Action, also zu Vorgaben zur Bevorzugung von Minderheiten bei der Vergabe von Ämtern, Studienplätzen, Arbeitsstellen und ähnlichen Entscheidungen mit dem Ziel der Gleichstellung. In der Schlussphase seiner Amtszeit schrieb er die Mehrheitsmeinungen in den Entscheidungen Texas v. Johnson (1989) und United States v. Eichman (1990), in denen das Verbrennen der Flagge der Vereinigten Staaten als eine durch den ersten Verfassungszusatz geschützte freie Meinungsäußerung beurteilt wurde.

### Rückzug vom Richteramt und Tod
William Joseph Brennan zog sich am 20. Juli 1990 aus gesundheitlichen Gründen von seinem Amt zurück. In der Folgezeit unterrichtete er noch bis 1994 an der Georgetown University. Darüber hinaus blieb er dem Gericht bis zu seinem Tod als sogenannter Senior justice verbunden, einschließlich der Möglichkeit, bei Bedarf an unteren Bundesgerichten eingesetzt zu werden. 1991 wurde Brennan in die American Academy of Arts and Sciences gewählt. Am 30. November 1993 erhielt er die Presidential Medal of Freedom, eine der höchsten zivilen Auszeichnungen der USA. Er überstand im Laufe seines Lebens unter anderem eine Kehlkopfkrebserkrankung sowie zwei Schlaganfälle und starb 1997 nach einem längeren Krankenhausaufenthalt an den Komplikationen einer Hüftverletzung. Seine letzte Ruhestätte befindet sich auf dem Nationalfriedhof Arlington.

## Rechtsphilosophie und Bewertung
William Brennan erreichte mit fast 34 Jahren eine der längsten Amtszeiten in der Geschichte des Obersten Gerichtshofs der Vereinigten Staaten und war an einigen der bedeutendsten Entscheidungen in dessen jüngerer Geschichte beteiligt. Er arbeitete in dieser Zeit mit 22 anderen Richtern am Gericht zusammen, was zum Zeitpunkt seines Rückzugs einem Fünftel aller jemals am Obersten Gerichtshof aktiven Richter entsprach. Mit insgesamt 1.360 Stellungnahmen, davon 461 Mehrheitsmeinungen, gilt er als einer der aktivsten, einflussreichsten und wichtigsten Richter seiner Ära. So schrieb die konservative Zeitschrift National Review im Jahr 1984 und damit schon während seiner Amtszeit, dass kein Mensch einen tiefgründigeren und nachhaltigeren Einfluss auf die öffentliche Ordnung in den Vereinigten Staaten hätte als William Brennan. Sein Nachfolger David Souter bezeichnete ihn in seiner Grabrede als die Stimme des Gerichts während dessen liberaler Phase.
Er war jedoch in seinem Wirken nicht unumstritten. Seine Rechtsphilosophie beruhte vor allem auf einer zeitgemäßen Interpretation der Verfassung der Vereinigten Staaten, die er in diesem Sinne als „lebendiges Dokument“ (living document) betrachtete. Dem Konzept der Stare decisis, also einer strengen Bindung an frühere Entscheidungen, maß er nur begrenzte Bedeutung bei. Seine Ansichten standen damit in direktem Widerspruch zum Strict constructionism, also einer wortgetreuen Auslegung der Verfassung, wie sie von den meisten konservativen Richtern praktiziert wurde und wird. Von diesen wurden viele seiner Entscheidungen und Stellungnahmen deshalb als richterlicher Aktivismus kritisiert. Die Nominierung William Brennans durch Dwight D. Eisenhower erfolgte, vor dem Hintergrund seiner irisch-katholischen Herkunft und seiner politischen Ausrichtung, vor allem aus wahltaktischen Erwägungen. Eisenhower betrachtete seine Entscheidung später als einen der schwerst wiegenden Fehler seiner Amtszeit.

## Werke (Auswahl)
- The Bill of Rights and the States. Contribution to the Discussion of the Free Society. Center for the Study of Democratic Institutions, 1961
- Construing the Constitution. University of California Davis, 1985
- Fundamentals of American Law. Oxford University Press, 1996